# Élections municipales de 2003 dans le Centre-du-Québec
Les élections municipales québécoises de 2003 se déroulent le 2 novembre 2003. Elles permettent d'élire les maires et les conseillers de chacune des municipalités locales du Québec, ainsi que les préfets de quelques municipalités régionales de comté.

## Centre-du-Québec

### Bécancour
| Poste/District                                                | Élu              | Type d'élection |
| ------------------------------------------------------------- | ---------------- | --------------- |
| Maire                                                         | Maurice Richard  | Sans opposition |
| 1                                                             | Fernand Croteau  | Scrutin         |
| 2                                                             | Raymond St-Cyr   | Sans opposition |
| 3                                                             | Louise Labbée    | Scrutin         |
| 4                                                             | Mario Gagné      | Sans opposition |
| 5                                                             | Gaétane Désilets | Sans opposition |
| 6                                                             | Alain Lévesque   | Scrutin         |
| Électeurs : 8 793 Votants : 3 078 Taux de participation: 35 % |                  |                 |

### Grand-Saint-Esprit
| Poste/District                                           | Élu               | Type d'élection |
| -------------------------------------------------------- | ----------------- | --------------- |
| Maire                                                    | Julien Boudreault | Sans opposition |
| 1                                                        | Gilles Chabot     | Sans opposition |
| 2                                                        | Philippe Gras     | Sans opposition |
| 3                                                        | Pascal Desrochers | Sans opposition |
| 4                                                        | Huguette Fleurent | Sans opposition |
| 5                                                        | Mario Provencher  | Sans opposition |
| 6                                                        | Laurier Marcotte  | Sans opposition |
| Électeurs : n/a Votants : n/a Taux de participation: n/a |                   |                 |

### La Visitation-de-Yamaska
| Poste/District                                            | Élu                  | Type d'élection |
| --------------------------------------------------------- | -------------------- | --------------- |
| 1                                                         | Georges-Émile Jutras | Sans opposition |
| 2                                                         | Pascal Lemire        | Sans opposition |
| 4                                                         | Sylvain Jutras       | Scrutin         |
| Électeurs : 294 Votants : 145 Taux de participation: 49 % |                      |                 |

### Lemieux
| Poste/District                                           | Élu               | Type d'élection |
| -------------------------------------------------------- | ----------------- | --------------- |
| 1                                                        | Josef Mathis      | Sans opposition |
| 3                                                        | Léo-Paul Côté     | Sans opposition |
| 5                                                        | Jean Blanchette   | Sans opposition |
| 6                                                        | Martin Blanchette | Sans opposition |
| Électeurs : n/a Votants : n/a Taux de participation: n/a |                   |                 |

### Notre-Dame-de-Ham
| Poste/District                                            | Élu                 | Type d'élection |
| --------------------------------------------------------- | ------------------- | --------------- |
| Maire                                                     | Gilles Pépin        | Sans opposition |
| 1                                                         | Pauline Leblond     | Sans opposition |
| 2                                                         | Ramsay Jacques      | Scrutin         |
| 3                                                         | Claude Leblanc      | Sans opposition |
| 4                                                         | Guy Hudon           | Sans opposition |
| 5                                                         | Nicole Côté         | Sans opposition |
| 6                                                         | Marylène Daigneault | Sans opposition |
| Électeurs : 345 Votants : 181 Taux de participation: 52 % |                     |                 |

### Notre-Dame-de-Lourdes
| Poste/District                                            | Élu              | Type d'élection |
| --------------------------------------------------------- | ---------------- | --------------- |
| 1                                                         | Donald Laliberté | Sans opposition |
| 2                                                         | Denis Guay       | Scrutin         |
| 3                                                         | Michel Comeau    | Sans opposition |
| 6                                                         | Gaston Pellerin  | Scrutin         |
| Électeurs : 597 Votants : 361 Taux de participation: 60 % |                  |                 |

### Notre-Dame-du-Bon-Conseil (paroisse)
| Poste/District                                            | Élu                  | Type d'élection |
| --------------------------------------------------------- | -------------------- | --------------- |
| Maire                                                     | Diane Camirand       | Scrutin         |
| 1                                                         | Daniel Dufort        | Sans opposition |
| 2                                                         | Marie-Lyne Landry    | Scrutin         |
| 3                                                         | Stéphane Dionne      | Scrutin         |
| 4                                                         | Françine Côté-Lepage | Scrutin         |
| 5                                                         | Marielle Traversy    | Sans opposition |
| 6                                                         | Michel Bourgeois     | Scrutin         |
| Électeurs : 785 Votants : 514 Taux de participation: 65 % |                      |                 |

### Notre-Dame-du-Bon-Conseil (village)
| Poste/District                                           | Élu                | Type d'élection |
| -------------------------------------------------------- | ------------------ | --------------- |
| Maire                                                    | Marcel Bergeron    | Sans opposition |
| 1                                                        | Brigitte Audet     | Sans opposition |
| 2                                                        | Céline Hould       | Sans opposition |
| 3                                                        | André Caya         | Sans opposition |
| 4                                                        | Rénald Lemire      | Sans opposition |
| 5                                                        | Jean-Paul Fleurant | Sans opposition |
| 6                                                        | Gilbert Therrien   | Sans opposition |
| Électeurs : n/a Votants : n/a Taux de participation: n/a |                    |                 |

### Saint-Albert
| Poste/District                                           | Élu             | Type d'élection |
| -------------------------------------------------------- | --------------- | --------------- |
| 1                                                        | Denis Giguère   | Sans opposition |
| 3                                                        | Alain St-Pierre | Sans opposition |
| 4                                                        | Serge Fournier  | Sans opposition |
| 5                                                        | Justin Chabot   | Sans opposition |
| Électeurs : n/a Votants : n/a Taux de participation: n/a |                 |                 |

### Saint-Célestin (municipalité)
| Poste/District                                           | Élu              | Type d'élection |
| -------------------------------------------------------- | ---------------- | --------------- |
| 1                                                        | René Bourgeois   | Sans opposition |
| 3                                                        | Michel Parenteau | Sans opposition |
| 4                                                        | Michael Bergeron | Sans opposition |
| Électeurs : n/a Votants : n/a Taux de participation: n/a |                  |                 |

### Saint-Christophe-d'Arthabaska
| Poste/District                                           | Élu                     | Type d'élection |
| -------------------------------------------------------- | ----------------------- | --------------- |
| Maire                                                    | Clémence Lemay-Verville | Sans opposition |
| 1                                                        | Marcel Deneault         | Sans opposition |
| 2                                                        | Marcel Marchand         | Sans opposition |
| 3                                                        | Hugues Girouard         | Sans opposition |
| 4                                                        | Michel Larochelle       | Sans opposition |
| 5                                                        | François Gagné          | Sans opposition |
| 6                                                        | Yvan Levasseur          | Sans opposition |
| Électeurs : n/a Votants : n/a Taux de participation: n/a |                         |                 |

### Saint-Cyrille-de-Wendover
| Poste/District                                              | Élu                | Type d'élection |
| ----------------------------------------------------------- | ------------------ | --------------- |
| 1                                                           | Sylvain Jacques    | Scrutin         |
| 2                                                           | François Bellerose | Scrutin         |
| 6                                                           | Roger Guillemette  | Scrutin         |
| Électeurs : 2 959 Votants : 458 Taux de participation: 15 % |                    |                 |

### Saint-Elphège
| Poste/District                                           | Élu             | Type d'élection |
| -------------------------------------------------------- | --------------- | --------------- |
| Maire                                                    | Gérard Côté     | Sans opposition |
| 1                                                        | Marcel Paquette | Sans opposition |
| 2                                                        | Jacques Roy     | Sans opposition |
| 3                                                        | Victor Laforce  | Sans opposition |
| 4                                                        | Claude Précourt | Sans opposition |
| 5                                                        | Gertrude Houle  | Sans opposition |
| 6                                                        | Mario Lefebvre  | Sans opposition |
| Électeurs : n/a Votants : n/a Taux de participation: n/a |                 |                 |

### Saint-Felix-de-Kingsey
| Poste/District                                           | Élu              | Type d'élection |
| -------------------------------------------------------- | ---------------- | --------------- |
| 2                                                        | Douglas Beard    | Sans opposition |
| 3                                                        | Aurèle Francoeur | Sans opposition |
| 6                                                        | Ricky Durocher   | Sans opposition |
| Électeurs : n/a Votants : n/a Taux de participation: n/a |                  |                 |

### Saint-Ferdinand
| Poste/District                                                | Élu               | Type d'élection |
| ------------------------------------------------------------- | ----------------- | --------------- |
| Maire                                                         | Donald Langlois   | Scrutin         |
| 1                                                             | Clermont Tardif   | Scrutin         |
| 2                                                             | Gilles Laprise    | Sans opposition |
| 3                                                             | Christian Dubois  | Scrutin         |
| 4                                                             | Yvan Langlois     | Scrutin         |
| 5                                                             | Richard Léonard   | Scrutin         |
| 6                                                             | Guylaine Blondeau | Scrutin         |
| Électeurs : 1 891 Votants : 1 339 Taux de participation: 71 % |                   |                 |

### Saint-Germain-de-Grantham
| Poste/District                                                | Élu                 | Type d'élection |
| ------------------------------------------------------------- | ------------------- | --------------- |
| Maire                                                         | Yvon Nault          | Scrutin         |
| 1                                                             | Denis Boucher       | Sans opposition |
| 2                                                             | Gilles Perreault    | Scrutin         |
| 3                                                             | Jean-François Houle | Sans opposition |
| 4                                                             |                     | Vacant          |
| 5                                                             | Roger Fortin        | Sans opposition |
| 6                                                             | Pierre Cardin       | Sans opposition |
| Électeurs : 2 716 Votants : 1 007 Taux de participation: 37 % |                     |                 |

### Saint-Guillaume
| Poste/District                                              | Élu                 | Type d'élection |
| ----------------------------------------------------------- | ------------------- | --------------- |
| Maire                                                       | Camillien Belhumeur | Scrutin         |
| 1                                                           | Yvon Doyon          | Scrutin         |
| 2                                                           | Alain Laprade       | Scrutin         |
| 3                                                           | François Berniquez  | Scrutin         |
| 4                                                           | Claude Lapolice     | Scrutin         |
| 5                                                           | Jocelyn Chamberland | Sans opposition |
| 6                                                           | Roger Arpin         | Scrutin         |
| Électeurs : 1 171 Votants : 660 Taux de participation: 56 % |                     |                 |

### Saint-Louis-de-Blandford
| Poste/District                                            | Élu                | Type d'élection |
| --------------------------------------------------------- | ------------------ | --------------- |
| Maire                                                     | Gilles Marchand    | Scrutin         |
| 1                                                         | Denis Hamelin      | Scrutin         |
| 2                                                         | Carole Fontaine    | Sans opposition |
| 3                                                         | Pierrette Larocque | Scrutin         |
| 4                                                         | Réjean Noël        | Scrutin         |
| 5                                                         | Claudette Lavertu  | Sans opposition |
| 6                                                         | Ginette Morin      | Sans opposition |
| Électeurs : 765 Votants : 424 Taux de participation: 55 % |                    |                 |

### Saint-Majorique-de-Grantham
| Poste/District                                            | Élu               | Type d'élection |
| --------------------------------------------------------- | ----------------- | --------------- |
| Maire                                                     | Jacques Joyal     | Sans opposition |
| 1                                                         | André Parenteau   | Sans opposition |
| 2                                                         | Gilles Turner     | Sans opposition |
| 3                                                         | Claude Letendre   | Sans opposition |
| 4                                                         | Daniel Courchesne | Scrutin         |
| 5                                                         | Raymond Gentesse  | Sans opposition |
| 6                                                         | René Chagnon      | Sans opposition |
| Électeurs : 793 Votants : 367 Taux de participation: 46 % |                   |                 |

### Saint-Pie-de-Guire
| Poste/District                                            | Élu               | Type d'élection |
| --------------------------------------------------------- | ----------------- | --------------- |
| 2                                                         | Jocelyn Letendre  | Scrutin         |
| 3                                                         | Rose-Hélène Pépin | Sans opposition |
| 6                                                         | Réjean Joyal      | Scrutin         |
| Électeurs : 377 Votants : 247 Taux de participation: 66 % |                   |                 |

### Saint-Pierre-Baptiste
| Poste/District                                           | Élu              | Type d'élection |
| -------------------------------------------------------- | ---------------- | --------------- |
| 1                                                        | Paul Fortier     | Sans opposition |
| 3                                                        | Martial Roy      | Sans opposition |
| 4                                                        | Normand Crawford | Sans opposition |
| Électeurs : n/a Votants : n/a Taux de participation: n/a |                  |                 |

### Saint-Pierre-les-Becquets
| Poste/District                                           | Élu             | Type d'élection |
| -------------------------------------------------------- | --------------- | --------------- |
| 1                                                        | Claude Durand   | Sans opposition |
| 3                                                        | Gérard Cossette | Sans opposition |
| 6                                                        | Louise Lemay    | Sans opposition |
| Électeurs : n/a Votants : n/a Taux de participation: n/a |                 |                 |

### Saint-Rémi-de-Tingwick
| Poste/District                                           | Élu              | Type d'élection |
| -------------------------------------------------------- | ---------------- | --------------- |
| 1                                                        | Luc Pellerin     | Sans opposition |
| 5                                                        | Marc Beaudoin    | Sans opposition |
| 6                                                        | Richard Thibault | Sans opposition |
| Électeurs : n/a Votants : n/a Taux de participation: n/a |                  |                 |

### Saint-Samuel
| Poste/District                                           | Élu              | Type d'élection |
| -------------------------------------------------------- | ---------------- | --------------- |
| Maire                                                    | René Mongrain    | Sans opposition |
| 1                                                        | Pierrette Doucet | Sans opposition |
| 2                                                        | Aimé Grandmont   | Sans opposition |
| 3                                                        | Donald Massé     | Sans opposition |
| 4                                                        | Laurent Ratté    | Sans opposition |
| 5                                                        | Sandra Lampron   | Sans opposition |
| 6                                                        | René Bergeron    | Sans opposition |
| Électeurs : n/a Votants : n/a Taux de participation: n/a |                  |                 |

### Saint-Wenceslas
| Poste/District                                           | Élu                       | Type d'élection |
| -------------------------------------------------------- | ------------------------- | --------------- |
| Maire                                                    | Raymond Bilodeau          | Sans opposition |
| 1                                                        | Jacinthe Désilets-Maheux  | Sans opposition |
| 2                                                        | Marcel Deschenes          | Sans opposition |
| 3                                                        | Claude Champoux           | Sans opposition |
| 4                                                        | Denise Descoteaux         | Sans opposition |
| 5                                                        | Michel Blais              | Sans opposition |
| 6                                                        | Lorraine Jacques-Lapointe | Sans opposition |
| Électeurs : n/a Votants : n/a Taux de participation: n/a |                           |                 |

### Saint-Zéphirin-de-Courval
| Poste/District                                           | Élu                | Type d'élection |
| -------------------------------------------------------- | ------------------ | --------------- |
| 1                                                        | Yvan Fréchette     | Sans opposition |
| 2                                                        | Pierre Viau        | Sans opposition |
| 3                                                        | Sylvain Desgranges | Sans opposition |
| Électeurs : n/a Votants : n/a Taux de participation: n/a |                    |                 |

### Sainte-Anne-du-Sault
| Poste/District                                           | Élu                    | Type d'élection |
| -------------------------------------------------------- | ---------------------- | --------------- |
| Maire                                                    | Jean-Claude Bourassa   | Sans opposition |
| 1                                                        | Jacqueline Dorion      | Sans opposition |
| 2                                                        | Sara Mayrand-Dubois    | Sans opposition |
| 3                                                        | Ghyslain Noël          | Sans opposition |
| 4                                                        | Denis Bergeron         | Sans opposition |
| 5                                                        | Roland Ayotte          | Sans opposition |
| 6                                                        | Jean-Marie Crochetière | Sans opposition |
| Électeurs : n/a Votants : n/a Taux de participation: n/a |                        |                 |

### Sainte-Brigitte-des-Saults
| Poste/District                                           | Élu               | Type d'élection |
| -------------------------------------------------------- | ----------------- | --------------- |
| 1                                                        | Rose-Marie Bouten | Sans opposition |
| 2                                                        | Richard Côté      | Sans opposition |
| 6                                                        | Marco Richard     | Sans opposition |
| Électeurs : n/a Votants : n/a Taux de participation: n/a |                   |                 |

### Sainte-Cécile-de-Lévrard
| Poste/District                                           | Élu             | Type d'élection |
| -------------------------------------------------------- | --------------- | --------------- |
| 1                                                        | Gérard Proulx   | Sans opposition |
| 3                                                        | Denis Michel    | Sans opposition |
| 5                                                        | Michel Deshaies | Sans opposition |
| Électeurs : n/a Votants : n/a Taux de participation: n/a |                 |                 |

### Sainte-Françoise
| Poste/District                                           | Élu               | Type d'élection |
| -------------------------------------------------------- | ----------------- | --------------- |
| Maire                                                    | Roger Grondin     | Sans opposition |
| 2                                                        | Sylvie Bélanger   | Sans opposition |
| 3                                                        | Gilles Tousignant | Sans opposition |
| 6                                                        | André-Michel Aubé | Sans opposition |
| Électeurs : n/a Votants : n/a Taux de participation: n/a |                   |                 |

### Sainte-Monique
| Poste/District                                           | Élu                     | Type d'élection |
| -------------------------------------------------------- | ----------------------- | --------------- |
| Maire                                                    | Denise Gendron          | Sans opposition |
| 1                                                        | Marie-Claude Gervais    | Sans opposition |
| 2                                                        | Bertrand Guévin         | Sans opposition |
| 3                                                        | Marie-Andrée Lemire     | Sans opposition |
| 4                                                        | André Courchesne        | Sans opposition |
| 5                                                        | Louise Maillette-Allard | Sans opposition |
| 6                                                        | Denis Jutras            | Sans opposition |
| Électeurs : n/a Votants : n/a Taux de participation: n/a |                         |                 |

### Sainte-Perpétue
| Poste/District                                           | Élu                 | Type d'élection |
| -------------------------------------------------------- | ------------------- | --------------- |
| 3                                                        | Jean-Clément Allard | Sans opposition |
| 4                                                        | Raymond Caya        | Sans opposition |
| 6                                                        | Michel Lafond       | Sans opposition |
| Électeurs : n/a Votants : n/a Taux de participation: n/a |                     |                 |

### Sainte-Séraphine
| Poste/District                                           | Élu            | Type d'élection |
| -------------------------------------------------------- | -------------- | --------------- |
| 2                                                        | Jacques Méthot | Sans opposition |
| 3                                                        | Nicole C.-Céré | Sans opposition |
| 5                                                        | René Vincent   | Sans opposition |
| Électeurs : n/a Votants : n/a Taux de participation: n/a |                |                 |

### Sainte-Sophie-de-Lévrard
| Poste/District                                           | Élu              | Type d'élection |
| -------------------------------------------------------- | ---------------- | --------------- |
| Maire                                                    | Jean-Guy Beaudet | Sans opposition |
| 1                                                        | Serge Turmel     | Sans opposition |
| 3                                                        | Daniel Désilets  | Sans opposition |
| 5                                                        | André Montreuil  | Sans opposition |
| Électeurs : n/a Votants : n/a Taux de participation: n/a |                  |                 |

### Saints-Martyrs-Canadiens
| Poste/District                                            | Élu                | Type d'élection |
| --------------------------------------------------------- | ------------------ | --------------- |
| Maire                                                     | André Rémy         | Scrutin         |
| 1                                                         | Jean-Marie Savard  | Sans opposition |
| 2                                                         | Antoinette Roberge | Scrutin         |
| 3                                                         | Wellie Benoit      | Scrutin         |
| 4                                                         | Pierre Béliveau    | Sans opposition |
| 5                                                         | Danielle Carignan  | Sans opposition |
| 6                                                         | Martine Desloges   | Sans opposition |
| Électeurs : 342 Votants : 211 Taux de participation: 62 % |                    |                 |

### Villeroy
| Poste/District                                           | Élu             | Type d'élection |
| -------------------------------------------------------- | --------------- | --------------- |
| 2                                                        | Jean-Guy Pilote | Sans opposition |
| 4                                                        | Michel Poisson  | Sans opposition |
| 6                                                        | Marcel Roy      | Sans opposition |
| Électeurs : n/a Votants : n/a Taux de participation: n/a |                 |                 |